# کمال‌آباد (سروستان)
کمال‌آباد، روستایی از توابع بخش مرکزی شهرستان سروستان در استان فارس است.کوه قلعه گریخته در نزدیکی  این روستا است

## جمعیت
این روستا در دهستان کوهنجان قرار دارد و براساس سرشماری مرکز آمار ایران در سال ۱۳۸۵، جمعیت آن ۴۵۳ نفر (۱۱۲خانوار) بوده‌است.